# A New Era of Corruption
A New Era of Corruption è il terzo album in studio del gruppo musicale statunitense Whitechapel, pubblicato l'8 giugno 2010 dalla Metal Blade Records.

## Tracce
1. Devolver – 3:58
2. Breeding Violence – 3:19
3. The Darkest Day of Man – 3:00
4. Reprogrammed to Hate – 3:45
5. End of Flesh – 4:03
6. Unnerving – 3:39
7. A Future Corrupt – 2:57
8. Prayer of Mockery – 3:35
9. Murder Sermon – 3:59
10. Necromechanical – 4:21
11. Single File to Dehumanization – 4:43

## Formazione
- Phil Bozeman - voce
- Ben Savage - chitarra
- Alex Wade - chitarra
- Gabe Crisp - basso
- Kevin Lane - batteria
- Zach Householder - chitarra